# Brzezie Łąki
Brzezie Łąki – osada w Polsce położona w województwie wielkopolskim, w powiecie międzychodzkim, w gminie Międzychód.